# Geraldo Vandré
Geraldo Vandré, nome d'arte di Geraldo Pedrosa de Araújo Dias (João Pessoa, 12 settembre 1935), è un cantante e compositore brasiliano.

## Biografia
Nel 1966 raggiunse la finale del Festival da Record con la canzone Disparada, interpretata da Jair Rodrigues.  La canzone conquistò il primo posto, a pari merito col brano A Banda di Chico Buarque. 
Nel 1968, partecipò al III Festival Internacional da Canção con la canzone Pra não dizer que não falei de flores o Caminhando. La canzone era un inno alla resistenza contro il governo militare.
Il suo ritornello fu interpretato come una chiamata alla lotta armata contro i dittatori. Al festival arrivò al secondo posto, dietro a Sabiá, di Chico Buarque e Tom Jobim.

### L'esilio
Nel 1968, con la promulgazione dell'atto AI-5, Vandré fu obbligato all'esilio. Dopo aver passato alcuni giorni nascosto nella tenuta agricola della vedova dello scrittore Guimarães Rosa, morto l'anno prima, il compositore partì per il Cile: in seguito si trasferì in Francia.

### Ritorno in patria
Vandré tornò in Brasile nel 1973. Vive e compone tuttora a San Paolo. Tuttavia sono in molti a credere che Vandré sia impazzito a causa di torture a cui potrebbe esser stato sottoposto. Il cantante, a sua volta, nega di esser mai stato torturato, e dice che, semplicemente, non si fa più vedere perché la sua immagine di "Cantante Che Guevara" ha finito per "soffocare la sua opera".

## FAB, Fabiana
Fabiana è una canzone relativamente recente, che ha molto contribuito a diffondere l'idea della pazzia di Vandré. Tratta di una ragazza chiamata Fabiana, anche se è un omaggio alla Forza Aerea Brasiliana; è stata presentata negli anni '90 presso la Biblioteca Comunale di San Paolo.
Da lì è tratta la sua famosa frase "La vita non si riassume in festivals".